# آرتور بارچیش
آرتور بارچیش (لهستانی: Artur Barciś؛ ‏ [ˈartur ˈbarʲʨ̑ĩɕ]؛ ‏ ۱۲ اوت ۱۹۵۶) بازیگر اهل لهستان بود.

## گزیدهٔ نقش‌آفرینی‌ها

### سینما
- عشق فراموش‌شده (۲۰۲۳)
- داستان‌های عاشقانه (۱۹۹۷)
- سرهنگ کفیاتکوفسکی (۱۹۹۶)
- هفته مقدس (۱۹۹۵)
- اسکادران (۱۹۹۳)
- زندگی برای زندگی: ماکسیمیلیان کلبه (۱۹۹۱)
- فرار از سینما لیبرتی (۱۹۹۰)
- اروپا اروپا (۱۹۹۰)
- وضعیت تملک (۱۹۸۹)
- فیلمی کوتاه درباره عشق (۱۹۸۸)
- فیلمی کوتاه درباره کشتن (۱۹۸۸)
- پایانی نیست (۱۹۸۴)
- پزشک قلابی (۱۹۸۲)
- مرد آهنین (۱۹۸۱)
- لهستان بازسازی‌شده (۱۹۸۱)

### تلویزیون
- کارآگاه فورست (۲۰۲۴)
- گوش آقای رئیس (۲۰۱۷)
- جاسوسان ورشو (۲۰۱۳)
- ع چون عشق (۲۰۱۲ تا ۲۰۱۸)
- پیت‌بول (۲۰۰۸)
- مزرعه (۲۰۰۶ تا ۲۰۰۹ و ۲۰۱۱ تا ۲۰۱۶)
- کارآگاهان جنایی (۲۰۰۴)
- در خوشی و سختی (۲۰۰۴)
- جهان به روایت خانواده کیپسکی (۱۹۹۹)
- سال‌های شیرین (۱۹۹۸ تا ۲۰۰۳)
- مرشد و مارگاریتا (۱۹۹۰)
- مجموعه سریال‌های ده فرمان مشتمل بر:
  - ده فرمان ۱ (۱۹۸۸)
  - ده فرمان ۲ (۱۹۸۸)
  - ده فرمان ۳ (۱۹۸۸)
  - ده فرمان ۴ (۱۹۸۸)
  - ده فرمان ۵ (۱۹۸۸)
  - ده فرمان ۶ (۱۹۸۸)
  - ده فرمان ۷ (۱۹۸۸)
  - ده فرمان ۸ (۱۹۸۸)
  - ده فرمان ۹ (۱۹۸۸)
- رانندگان جایگزین (۱۹۸۶)
- هفت آرزو (۱۹۸۴)
- صفر-هفت، به‌گوشم (۱۹۸۱ و ۱۹۸۷)
- خانه (۱۹۸۰)